# Rhein-Erft-Kreis
Huyện Rhein-Erft là một huyện ở phía tây Nordrhein-Westfalen, Đức. Các huyện giáp ranh là Neuss,Köln, Rhein-Sieg, Euskirchen, Düren.

## Lịch sử

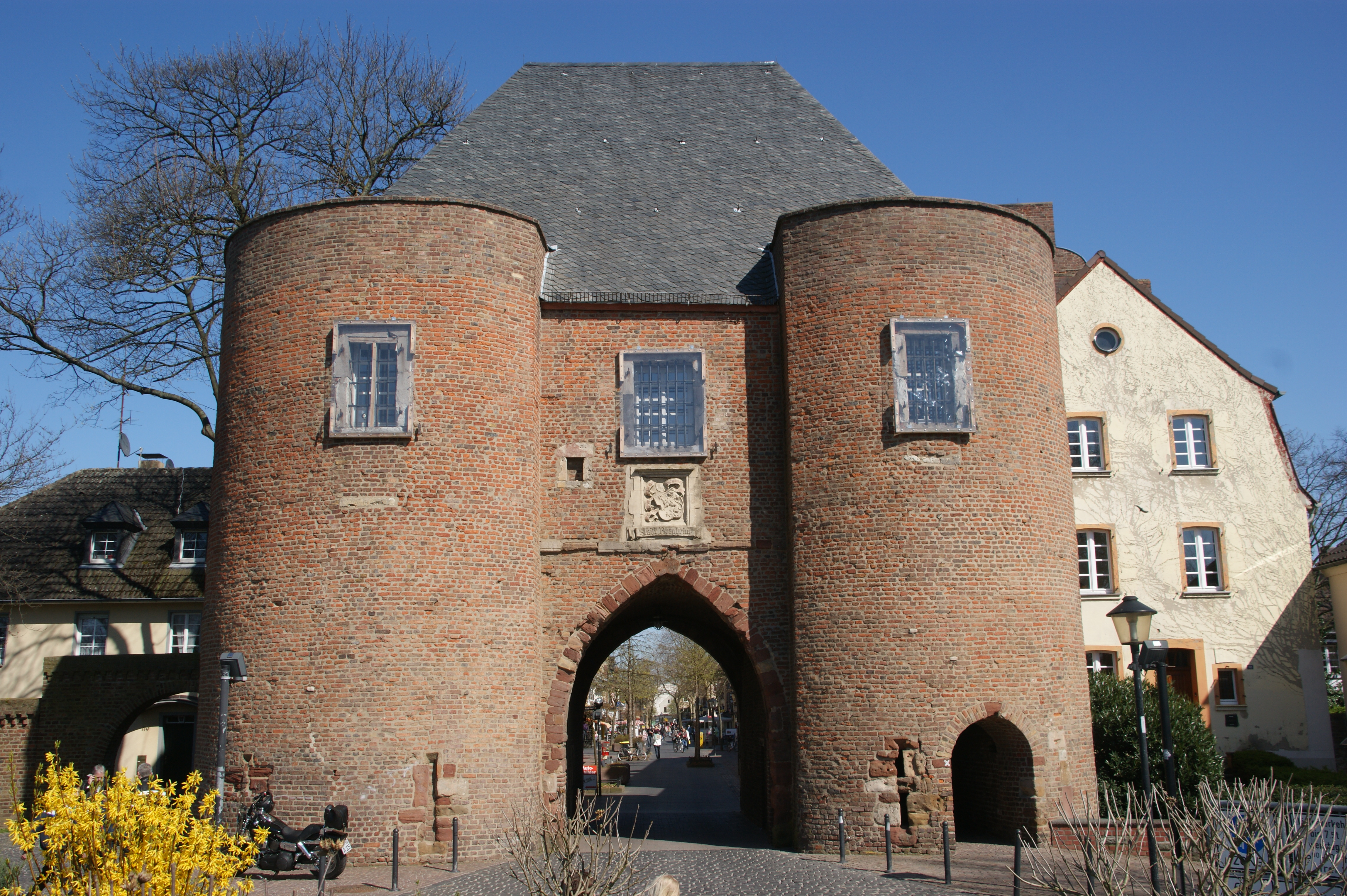
"Aachener Tor"

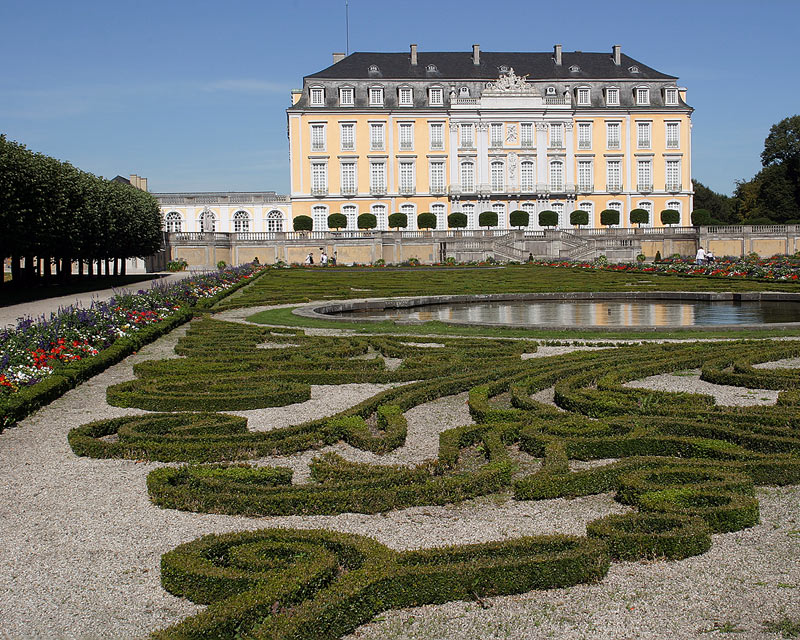
Augustusburg ở Brühl, Rhein-Erft-Kreis.

Huyện với ranh giới như ngày nay được lập năm 1975, khi các huyện cũ Bergheim và Cologne được hợp nhất. Kể từ ngày 1 tháng 11 năm 2003, huyện được đổi tên từ Erftkreis thành Rhein-Erft-Kreis.

## Địa lý
Sông chính chảy qua huyện này là sông Erft, sông cấp tên cho huyện. Sông Erft chảy qua các chân đồi Eifel, phía tả ngạn của sông Rhine.

### Thị xã và đô thị
| Thị xã                                       | Thị xã                                                | Đô thị     |
| -------------------------------------------- | ----------------------------------------------------- | ---------- |
| 1. Bedburg 2. Bergheim 3. Brühl 4. Erftstadt | 1. Frechen 2. Hürth 3. Kerpen 4. Pulheim 5. Wesseling | 1. Elsdorf |